# 原子砲

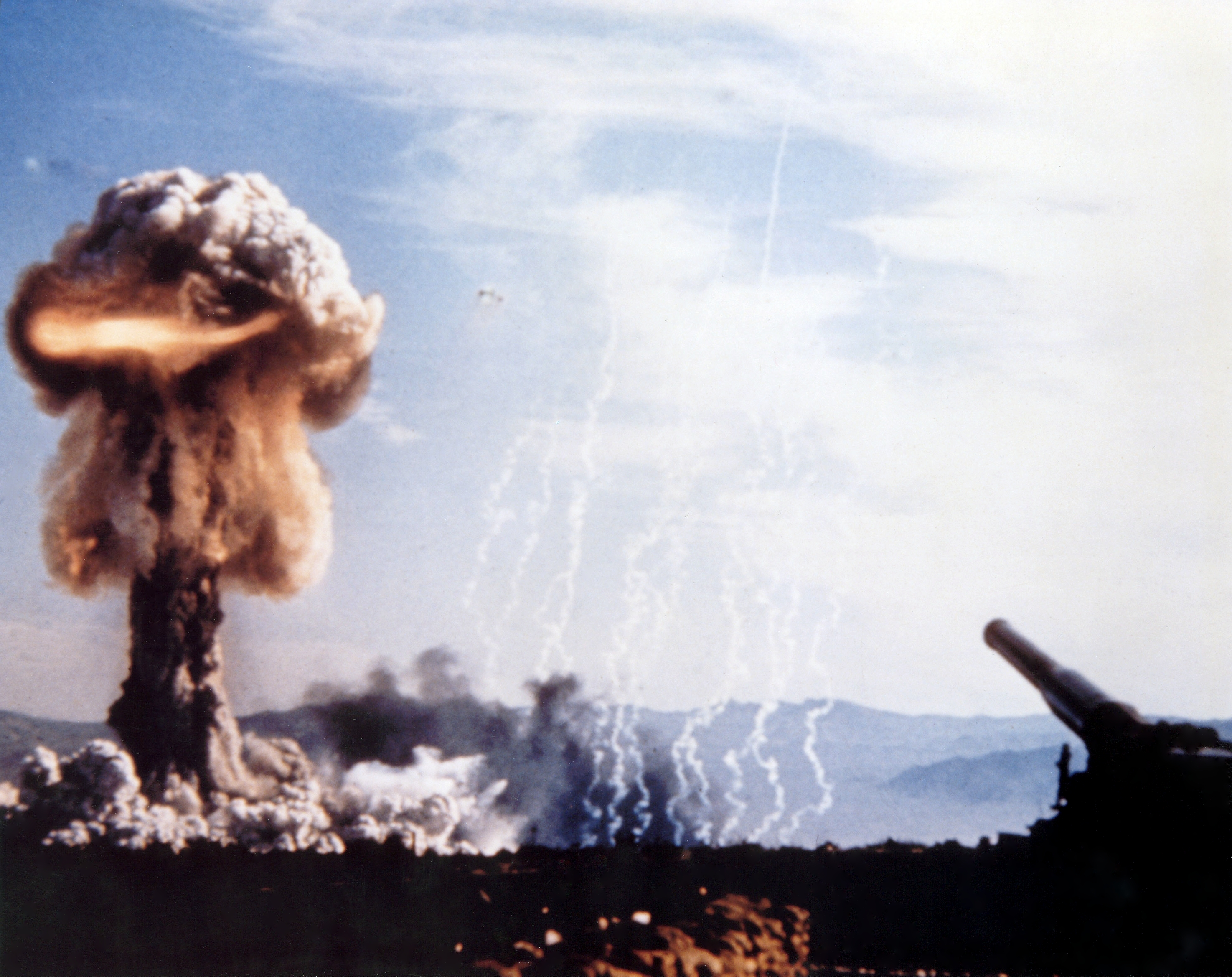
アメリカで1953年に行われた280mm原子砲（W9核砲弾を発射）の実射実験

原子砲（げんしほう）とは、冷戦期に開発された、小型の原子爆弾を砲弾化した核砲弾を発射する大砲である。アトミックキャノン (英語: atomic cannon) とも呼ばれる。